# Wojciech Rogala
Wojciech Rogala (ur. 5 kwietnia 1884 w Bratkowicach, zm. 4 maja 1947) – polski profesor, geolog, kierownik Zakładu geologicznego Uniwersytetu Jana Kazimierza we Lwowie.

## Życiorys
W 1902 ukończył gimnazjum w Rzeszowie. Wstąpił na Wydział Filozoficzny Uniwersytetu we Lwowie. Studiował geologię i paleontologię u profesorów Rudolfa Zubera, Józefa Siemiradzkiego i Emila Dunikowskiego. Studia ukończył w 1907 uzyskując stopień doktora filozofii.
Jako student rozpoczął pracę w Zakładzie Geologiczno-Paleontologicznym Uniwersytetu. W 1912 habilitował się w zakresie geologii i paleontologii i został powołany na stanowisko docenta.
W 1914 Zakład został podzielony na dwa instytuty uniwersyteckie. W 1920 W. Rogala został powołany na stanowisko profesora i kierownika Instytutu Geologicznego. W tym charakterze pracował do momentu masowego wypędzenia Polaków ze Lwowa, a dokładnie do grudnia 1945. W Instytucie zorganizował m.in. muzeum geologiczne z bogatymi zbiorami okazów z fliszu karpackiego i bibliotekę geologiczną, ukierunkowaną głównie na tematykę karpacką.
Badał przede wszystkim geologię Podola i Roztocza, zwłaszcza stratygrafię kredy na tym obszarze. Następnie zajął się stratygrafią fliszu karpackiego. Wiele prac poświęcił także geologii karpackich złóż ropy naftowej. Jemu zawdzięczały rozwój produkcji kopalnie Grabownica-Humniska-Stara Wieś, Potok-Męcinka-Brzezówka, Ropienka, Węglówka, Iwonicz, Krościenko, Zmiennica-Turzepole, Strzelbice, Urycz, Schodnica, Bitków i inne.
Po wyjeździe w 1945 ze Lwowa zatrzymał się w Krakowie, gdzie objął Katedrę Geologii Historycznej w Akademii Górniczej. Był prodziekanem Wydziału Geologiczno-Mierniczego AG (1946–1947).
Był członkiem czynnym Towarzystwa Naukowego we Lwowie oraz współpracownikiem Komisji fizjograficznej Polskiej Akademii Umiejętności. W 1923 współorganizował Lwowski Oddział Polskiego Towarzystwa Geologicznego i był jego przewodniczącym w latach 1927-1937. W 1947, na kilka miesięcy przed śmiercią, został przewodniczącym Zarządu Głównego PTGeol. Był również członkiem Polskiego Towarzystwa Przyrodników im. Kopernika. Od 1911 był członkiem Zarządu Głównego tego towarzystwa, a w latach 1946-1947 jego prezesem.